# خوان بيريث دي مونتالبان
خوان بيريث دي مونتالبان (بالإسبانية: Juan Pérez de Montalbán)‏ (1602، مدريد في إسبانيا - 25 يونيو 1638، مدريد في إسبانيا)؛ مؤلِّف، كاتب مسرحي، شاعر وروائي إسباني.

## روابط خارجية
- خوان بيريز دي مونتالبان على موقع الموسوعة البريطانية (الإنجليزية)